# Європейський фонд миру
Європейський фонд миру (ЄФМ) створений у березні 2023 року Європейською радою для фінансування заходів спільної зовнішньої політики та політики безпеки, пов'язаних із військовими та оборонними питаннями, з метою запобігання конфліктам, збереження миру та зміцнення міжнародної безпеки та стабільності.
Зокрема, Європейський фонд миру дозволяє ЄС фінансувати дії, спрямовані на зміцнення потенціалу країн, що не входять до ЄС, а також регіональних і міжнародних організацій у військових та оборонних питаннях.

## Обсяги фінансування
ЄФМ є позабюджетним інструментом і спочатку мав загальний об'єм фінансування об'ємом у 5 мільярдів євро в цінах 2018 року на період 2021—2027 років, з річним об'ємом, що коливався від 420 мільйонів євро у 2021 році до 1,132 мільярда євро у 2027 році.

## Діяльність
Завдяки ЄФМ ЄС підтримує Збройні сили України шляхом виділення вже семи почергових пакетів підтримки, а також багато інших країн, таких як Мозамбік, Грузія, Республіка Молдова, Республіка Малі, Сомалі, Нігер, Йорданія, Боснія і Герцеговина, Ліван та Мавританія. ЄФМ також підтримує військові компоненти операцій з підтримки миру в Африці та багатонаціональних підрозділів, таких як Балканська медична оперативна група.